# Tour du Midi
La Tour du Midi (en francés) o Zuidertoren (en neerlandés), ambos significan Torre del Sur, es un rascacielos de 38 pisos y 148 m de altura. Fue construido entre 1962 y 1967 en la capital europea, Bruselas (Bélgica). La torre es el edificio más alto de Bélgica, y fue el más alto de la Unión Europea cuando se construyó, hasta ser sobrepasado por la Torre Montparnasse de Paris, en 1972. La Tour du Midi se encuentra junto a la Estación de Bruselas Sur. El edificio fue revestido en 1995-1996 con paneles de vidrio unificado utilizando vidrio plateado Solarbel, y puede albergar a cerca de 2500 trabajadores de oficina. Fue construido por la Dirección de Pensiones belga, que sigue hoy día ocupando el edificio.

## Historia
La técnica utilizada para construir la Torre del Sur era audaz y única. Cada piso de la torre está suspendido en una base que forma el núcleo central de la torre. El núcleo contiene las escaleras, ascensores, sanitarios y otras áreas técnicas. El núcleo ocupa el 40 % de la superficie del edificio, por lo que el resto supone un 60 % para el área de oficinas. Además, la estructura no se apoya en el suelo, sino sobre una base equipada con cilindros capaces de enderezar la torre en caso de terremoto.

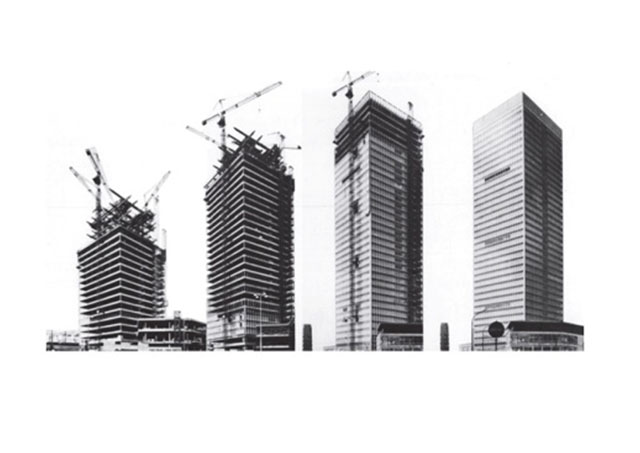
Momentos de la construcción de la Tour du Midi

### Estructura
El edificio tiene 37 plantas que se apoyan en vigas principales unidas al núcleo central, como ramas unidas al tronco. Estas vigas suman 144 y miden más de 40 m de largo. Cada una pesa 40 toneladas. Esta técnica evita el uso de columnas y libera grandes espacios útiles. Las vigas principales se alternan en etapas pares e impares para evitar problemas de conexión en su intersección. Están construidas en material pretensado a través de la técnica desarrollada por el ingeniero Lipski: Preflex. Esta técnica se utiliza para evitar deformaciones debidas al peso de las plantas.
Como el edificio Berlaymont (que alberga la Comisión Europea), la Torre del Sur está fijada al suelo por su núcleo central. La base, hasta una altura de 8 m, se bañó en las piscinas en las que el agua se utiliza para alimentar el sistema de refrigeración de aire acondicionado de los pisos inferiores. Esculturas de metal de Jean-Pierre Ghysels y Jacques Moeschal animan los chorros de alzas sucesivas. Un edificio anexo de tres plantas (el "Bloque B"), de estructura alargada y conectado por un puente (que se suma así a la segunda planta de cada edificio), remata el conjunto.